# La Solitude du pouvoir
Pour plus de détails, voir Fiche technique et Distribution.
La Solitude du pouvoir est un téléfilm français réalisé par Josée Dayan, diffusé le 12 décembre 2012 sur France 2.

## Synopsis
La journée d'un chef d'État lors de la troisième année de son mandat, sa popularité étant en baisse et faisant face à plusieurs crises.

## Technique
- Réalisation : Josée Dayan
- Scénario : Philippe Besson
- Production : Passionfilms, Be Films, France 2, Josée Dayan, Gaspard de Chavagnac
- Montage : Yves Langlois, Florence Leconte
- Durée : 90 minutes

## Distribution
- Pascal Elbé : Pierre Vasseur, le président
- Serge Hazanavicius : Martin Pelletier
- Irène Jacob : Laurence, la Première dame
- Jacques Spiesser : Stéphane Prévost, le Premier ministre
- Marie Kremer : Camille Vasseur
- Fabio Zenoni : le secrétaire Vimont
- Sabrina Leurquin : Marie
- Astrid Whettnall : Ariane
- Fred Nyssen
- Philippe van Kessel
- Gérard Depardieu : voix

## Autour du film
Le président Vasseur est le chef d'un État qui ressemble à la France mais plusieurs éléments donnent le change :
- Le nom du pays n'est jamais mentionné.
- À aucun moment, Pierre Vasseur n'est appelé « Président de la République » mais juste « Président ».
- La rosette de la décoration que le président porte à la boutonnière n'est pas aux couleurs de la Légion d'honneur.
- La chambre basse du parlement est nommée « Chambre » et jamais « Assemblée Nationale ».
- Le film est tourné en majorité à Bruxelles :
  - Les scènes au palais présidentiel (l'Élysée n'est jamais cité) sont tournées au palais d'Egmont et au palais des Académies.
  - Les scènes à la Chambre sont tournées dans le parlement belge : le Palais de la Nation. On reconnaît des bustes et portraits d'anciens rois, Premiers ministres, ministres et parlementaires belges en arrière-plan.
  - On peut reconnaître aussi l'hôtel de Mérode, la place Poelaert, le square Frère-Orban, la place Royale et la place des Palais.